# The Hunchback's Romance
The Hunchback's Romance è un cortometraggio muto del 1915 diretto da Sidney M. Golden (Sidney M. Goldin).

## Produzione
Il film fu prodotto dall'Independent Moving Pictures Co. of America (IMP)

## Distribuzione
Distribuito dall'Universal Film Manufacturing Company, il film - un cortometraggio in due bobine - uscì nelle sale cinematografiche USA il 30 luglio 1915.